# Army of Two
Army of Two ist ein Third-Person-Shooter-Videospiel von Electronic Arts, das Anfang 2008 auf der PlayStation 3 und Xbox 360 veröffentlicht wurde. Die Handlung dreht sich um zwei Söldner, Eliot Salem und Tyson Rios, die sich durch Kriege, politische Unruhen und eine Verschwörung in den Jahren 1993 bis 2009 kämpfen. Die Fortsetzung, Army of Two: The 40th Day, ist seit dem 12. Januar 2010 erhältlich. Am 28. März 2013 erschien Army of Two: The Devil's Cartel. Genau wie der erste Teil der Reihe, sind auch die beiden Fortsetzungen in Deutschland indiziert. Lediglich die geschnittene Fassung des dritten Teils ist in Deutschland erhältlich.
Eine Besonderheit des Spiels ist, dass es von Grund auf für den Zwei-Spieler-Kooperative-Modus ausgelegt wurde. So wird Teamarbeit benötigt, um bestimmte Spielziele zu erreichen. Der zweite Söldner kann von der KI gespielt werden oder von einem zweiten Mitspieler über Split Screen. Die Server für den Online-Modus hat Electronic Arts aus Kostengründen am 11. August 2011 abgeschaltet.

## Spielmechanik
Der Fokus von Army of Two liegt im Koop-Modus und sämtliche Spielmechaniken sind auf die Zusammenarbeit der beiden Charaktere ausgelegt. So ist es möglich, dass ein Spieler das gegnerische Feuer auf sich allein lenkt, um dem Teammitglied zu erlauben, den Gegner zu flankieren. Wenn ein Spieler zu oft getroffen wird, stirbt er nicht sofort, sondern bleibt verletzt liegen, bis er vom Teammitglied geheilt wird. Es ist außerdem möglich, den verletzten Spieler zu greifen, um ihn aus dem Gefahrenbereich zu ziehen. Der verletzte Spieler hat dabei weiterhin die Möglichkeit, sich mit seiner Pistole zur Wehr zu setzen. Des Weiteren gibt es Team-Aktionen, wie zum Beispiel eine Räuberleiter, die es erlauben, über hohe Hindernisse zu gelangen, die für einen Spieler allein nicht zu überwinden wären. Um seinen Partner zu loben, kann man ihm Respekt zeigen. Rios und Salem schlagen dann ein, oder spielen auf ihren Waffen Gitarre.
Während der lokale Koop-Modus im ersten Teil noch über horizontal geteilten Splitscreen realisiert wurde, wurde dies für den zweiten Teil in einen vertikal geteilten Splitscreen geändert. Eine Wahlmöglichkeit diesbezüglich gibt es für Spieler nicht.

## Zusatzinhalte
Das Ende des Spiels empfanden viele Spieler als sehr abrupt und enttäuschend, da es über eine Cutscene präsentiert wird, in der Spieler nicht eingreifen oder handeln können. Die Entwickler entschieden sich für dieses Ende, weil ihnen nicht genügend Zeit blieb, das eigentlich geplante Ende in Form der Spielmechanik umzusetzen. Später wurde ein DLC namens „Veteran Map Pack“ veröffentlicht, der das ursprünglich geplante Ende nachlieferte und dieses als „alternatives Ende“ bezeichnete. Dieser DLC wurde aufgrund der Indizierung des Spiels in Deutschland jedoch nicht angeboten, auch nicht für Käufer die das Spiel legal erworben hatten. Der internationale Verkauf des DLCs wurde erst 2017 eingestellt.

## Rezeption
Kritiken zu Army of Two waren gemischt, so wurde der Koop-Modus zwar in der Regel gelobt, im Einzelspieler-Modus konnte das Spiel aber wegen Problemen mit der künstlichen Intelligenz und Monotonie im Gameplay nicht überzeugen. Probleme mit der Fahrzeugkontrolle und Kamera wurden ebenso genannt. Außerdem wurde eine zu kurze Spieldauer bemängelt. Metacritic aggregierte eine Gesamtwertung von 72 von 100. Critify berechnete 81 % als Durchschnittswertung aller bekannten Magazine und Internet-Portale.